# Martin Dematteis
Martin Dematteis (Sampeyre, 24 maggio 1986) è un fondista di corsa in montagna italiano.
Tesserato per la Corrintime, è fratello gemello di Bernard Dematteis. 
Vanta due dei migliori piazzamenti di sempre per un italiano nella rassegna continentale in montagna, un argento (2010) e un bronzo (2014) agli Europei.

## Palmarès
- 12 maglie azzurre (7 nel cross e 5 nella corsa in montagna)
- 2004

Mondiali di corsa in montagna Sauze d’Oulx (14º assoluto, 3ªItalia)
- 2005

Mondiali di corsa in montagna Wellington (Nuova Zelanda) (3º assoluto, 2ªItalia)
- 2008

9º Campionato di Cross Under 23 Bruxelles (Belgio)
- 2009

6º Europeo di corsa in montagna Telfes (Svizzera), Oro Italia a nazioni
9º Mondiali di corsa in montagna Campodolcino, Argento Italia